# Alfred Homeyer
Alfred Homeyer (* 3. Juli 1888 in Straßburg, Reichsland Elsaß-Lothringen; † 24. November 1962 in Bad Wiessee) war ein deutscher Politiker (FDP).
Homeyer studierte ab 1906 Mathematik und Naturwissenschaften sowie Rechts- und Staatswissenschaften. 1913 legte er die wissenschaftliche Prüfung für das Lehramt an höheren Schulen ab. Bis 1919 arbeitete er im höheren Schuldienst in Elsaß-Lothringen. 1920 wurde Homeyer Oberstudienrat am Sophien-Gymnasium in Berlin-Mitte. Von 1927 bis 1945 war er als Studiendirektor am Luisenstädtischen Realgymnasium, zuletzt als Oberstudiendirektor dort.
Nach dem Zweiten Weltkrieg arbeitete Homeyer im Hauptschulamt Berlin. Bei der Berliner Wahl 1948 wurde er in die Bezirksverordnetenversammlung im Bezirk Tempelhof gewählt. Bei der anschließenden Wahl 1950 wurde er in das Abgeordnetenhaus von Berlin gewählt. Im selben Jahr wurde er auch Schulleiter der 1. Oberschule im Bezirk Neukölln und anschließend im folgenden Jahr Bezirksstadtrat für Volksbildung im Bezirk Tempelhof. Von 1953 bis 1955 war er Bezirksbürgermeister von Berlin-Tempelhof.